# Логаново бекство (филм)
Логаново бекство (енгл. Logan's Run) је научнофантастични филм из 1976, снимљен према роману Вилијама Нолана и Џорџа Клејтона Џонсона. Филм је требало да режира Џорџ Пал, али је у последњем тренутку, из непознатих разлога, замењен Мајклом Андерсоном. Екипа која је била задужена за специјалне ефекте добила је награду Оскар. Буџет филма је износио девет милиона долара, али је зарада само у Америци износила 25 милиона долара.

## Радња
У будућности људи живе под куполама у градовима где владају закони које прописују рачунари, а спроводе полицајци. Људи носе једнобојну одећу (која наликује тогама) и боја те одеће указује на животну старост. Жуту одећу носе јако млади, док црвену носе они који треба да напуне тридесет година. На старост указује и кристал уграђен у шаку. Све оне који наврше тридесет година, компјутер у арени уништава ласером, што представља спектакл за публику, која верује да ће се сви они поново реинкарнирати (бебе, наиме, генеришу компјутери). Међутим, постоји група побуњеника која не верује у индоктринацију од стране машина и покушава да нађе излаз из куполе. Млади полицајац Логан (Мајкл Јорк), добија задатак да се увуче у групу побуњеника и осујети њихове намере. Да би био уверљив, компјутер га проглашава много старијим него што јесте и он под изговором да се плаши смрти у арени заиста успева да се увуче у групу побуњеника. У прво време он ревносно испуњава свој задатак, али касније схвата да га компјутер неће подмладити и да му је скора смрт ипак неминовна. Такође, почиње да верује у причу побуњеника, а и заљубљује се у једну од њих. Тако почиње његов бег из куполе...

## Датуми премијера
| држава               | датум               |
| -------------------- | ------------------- |
| САД                  | 30. јун 1976.       |
| Уједињено Краљевство | 30. септембар 1976. |
| Француска            | 22. децембар 1976.  |
| Данска               | 23. децембар 1976.  |
| Норвешка             | 26. децембар 1976.  |
| Аустралија           | 30. децембар 1976.  |
| Холандија            | 10. фебруар 1977.   |
| Финска               | 25. фебруар 1977.   |
| Западна Немачка      | 4. март 1977.       |
| Совјетски Савез      | јули 1977.          |

У тадашњем Совјетском Савезу филм је приказан на московском филмском фестивалу.

## Римејк
Продуцент Џоел Силвер је био ангажовао режисера Брајана Сингера који је познат по серијалу „X-men“ да за 2009. направи римејк овог филма. Међутим, Сингер је изјавио обожаваоцима на Међународном сајму стрипа у Сан Дијегу да има у плану да направи нови наставак „Супермена“. Осим Сингера, као могући кандидати за пројекат су се помињали Роберт Швенке, Џејмс Мактиг и касније Џозеф Кошински.